# Novoselivka, Oleksandria
Novoselivka (în ucraineană Новоселівка) este localitatea de reședință a comunei Komintern din raionul Oleksandria, regiunea Kirovohrad, Ucraina.

## Demografie
Componența lingvistică a localității Novoselivka
     Ucraineană (95,09%)
     Rusă (3,49%)
     Alte limbi (0,48%)
Conform recensământului din 2001, majoritatea populației localității Novoselivka era vorbitoare de ucraineană (95,09%), existând în minoritate și vorbitori de rusă (3,49%).